# François Duprat
François Duprat, född 26 oktober 1940 i Ajaccio på Korsika, död 18 mars 1978 i Caudebec-en-Caux i Seine-Maritime, var en fransk författare, en av grundarna av Front National, och en del av partiets ledarskikt fram till att han mördades 1978.